# 47 mm armata Vickers-Armstrong
 47 mm armata Vickers-Armstrong (ang. Vickers-Armstrong Q.F.S.A. 47 mm infantry gun) – brytyjskie działo piechoty z okresu międzywojennego.
Działo to w latach 20. XX wieku wzięło udział w konkursie na nowe działo towarzyszące dla Wojska Polskiego. Początkowo Wojsko Polskie zamówiło jeden egzemplarz do testów, jednak ostatecznie zamówienie odwołano i trafił on do Finlandii. W roku 2007 ten egzemplarz znajdował się w Muzeum Fińskiego Uzbrojenia.
Była to armata kalibru 47 mm z półautomatycznym zamkiem klinowym, otwieranym w dół. Zastosowano oporopowrotnik hydrauliczno-mechaniczny. Mechanizm spustowy umieszczono centralnie, zaś po prawej stronie zamka była zainstalowana dźwignia służąca do jego zamykania. Po lewej stronie zamka znajdowały się pokrętła mechanizmu podniesieniowego oraz kierunkowego.
Armata miała łoże dwuogonowe o zmiennej, regulowanej długości. Ponadto w celu ochrony załogi, wyposażono ją w dwudzielną, nitowaną tarczę ochronną. Działo posiadało koła pełne ze stalowymi obręczami. Do strzelania wykorzystywano amunicję zespoloną.